# Adrenalina blu - La leggenda di Michel Vaillant
Adrenalina blu - La leggenda di Michel Vaillant (Michel Vaillant) è un film francese del 2003 diretto da Louis-Pascal Couvelaire.
La pellicola, sceneggiata da Luc Besson e Gilles Malençon, è liberamente tratta dal fumetto Michel Vaillant di Jean e Philippe Graton.

## Trama
Michel Vaillant è un pilota automobilistico francese che vince a ripetizione sui circuiti di tutto il mondo e in varie competizioni, dalla F1 ai rally, assieme ai suoi compagni di squadra Steve Warson, Giulio Cavallo e David Dougherty.
Alla vigilia del Rally del 50º Parallelo Nord, che si disputa in Canada, Elisabeth, madre di Michel, ha un incubo durante il quale vede la morte del figlio in un incidente alla 24 Ore di Le Mans, conseguenza di un duello esasperato con una vettura del Team Leader, contrassegnata col numero 13; circostanza questa pressoché impossibile, visto che il Team Leader è fuori dall'ambiente delle corse da cinque anni e che abitualmente il numero 13, negli sport automobilistici, non viene impiegato.
Il Team Vaillante, di proprietà di Henri Vaillant, si iscrive alla gara francese, completando la squadra con Gabrièle Spangenberg (pilota di rally e "fiamma" di Steve) e Akira Kadokawa.
Durante il Rally dei Cinque Colli, che si svolge in Italia, David e Giulio rimangono coinvolti in un incidente. Giulio riesce ad uscire subito dalla vettura semidistrutta, ma David, pur illeso, rimane intrappolato. Proprio mentre sopraggiungono anche Michel e Steve la Vaillante inspiegabilmente si incendia, uccidendo David. In seguito, si saprà che l'incendio è stato causato da un sabotaggio operato dal pilota rivale Bob Cramer. A questo punto Julie, pilota di rally e vedova di David, chiede ed ottiene di prenderne il posto a Le Mans, dopo aver persuaso lo scettico manager Jean-Pierre Vaillant durante un test grazie all'aiuto di Michel.
A Le Mans i Vaillant trovano una sorpresa: tra gli iscritti, infatti, figurano anche i loro eterni rivali del team Leader, capitanato da Ruth Wong, figlia dello scomparso Mr.Wong. L'incubo di Elisabeth quindi, inizia a materializzarsi, anche perché ad una delle Leader è stato assegnato come numero di gara il 13. Durante la conferenza stampa di presentazione Ruth annuncia di aver assunto la guida del team e di essere, in quanto a testardaggine, "degna figlia di suo padre". Alle parole seguono i fatti: Ruth ricorre ad ogni mezzo per ostacolare il team Vaillant e spingendosi al punto di far rapire Henri, padre di Michel, poco prima della partenza della 24 ore. Quando la corsa prende il via Michel è costretto, suo malgrado, a rimaner dietro alla Leader guidata da Cramer, ma, durante la notte, si fa sostituire da Julie alla guida e si mette in cerca del padre. Durante la sua ricerca, Michel si introduce nel retrobox del Team Leader e riesce a scoprire il nascondiglio dei rapitori, ma viene catturato e costretto a pilotare la Leader al posto di Cramer, infortunatosi in gara. Frattanto Julie viene a sapere la verità sulla morte del marito da un compagno di squadra di Cramer, presente al tragico Rally d'Italia come navigatore del pilota statunitense. Al momento di salire in macchina Julie ha un solo pensiero: vendicare il marito. Raggiunge la Leader pilotata da Michel e ingaggia un duello fatto di scorrettezze a ripetizione, credendo che sulla vettura avversaria ci sia proprio Cramer. Il risultato è l'incidente sognato da Elisabeth, ma Michel, sceso dalla vettura, salva Julie, rimasta intrappolata sulla Vaillante, un attimo prima che questa esploda. A questo punto Michel, Julie e Steve si mettono in cerca di Henri, in una vera e propria corsa contro il tempo...

## Produzione
Alcune scene del film sono state girate durante la 24 Ore di Le Mans 2002, cui le due biposto a marchio Vaillante e Leader sono state realmente iscritte in gara. Le vetture in questione sono state rappresentate l'una da una Lola B98/10 e l'altra da una Panoz LMP1 Roadster S, rimarchiate per l'occasione coi colori delle due fittizie case automobilistiche; entrambe le auto sono state gestite dal Team DAMS, e hanno preso parte alla prova di durata rispettivamente con gli equipaggi Emmanuel Clerico-Michel Neugarten-Philippe Gache e Perry McCarthy-Marc Duez-Jerome Policand.
Le Vaillante da rally sono in realtà delle Peugeot 206 WRC, a cui sono state applicate delle carrozzerie posticce. Per rappresentare le auto di serie della Vaillante, si è invece attinto a delle Pagani; anche in questo caso si è ricorso a qualche camuffatura “solo” del logo senza alterare l’auto (il logo della casa italiana, peraltro, spesso in bell'evidenza ma cambiato con quello della Vaillante), probabilmente per via della poca notorietà di cui all'epoca ancora godeva il marchio modenese, sorto appena pochi anni prima delle riprese del film.